# 耶稣教堂 (莱切)
40°21′15″N 18°10′17″E / 40.35405°N 18.17136°E
耶稣教堂（Chiesa del Gesù）是意大利莱切历史中心的一座罗马天主教教堂，数百年是耶稣会所在地。

## 历史
这座教堂由耶稣会建于1575年，1577年向公众开放，但工程又持续了几十年。

## 建筑

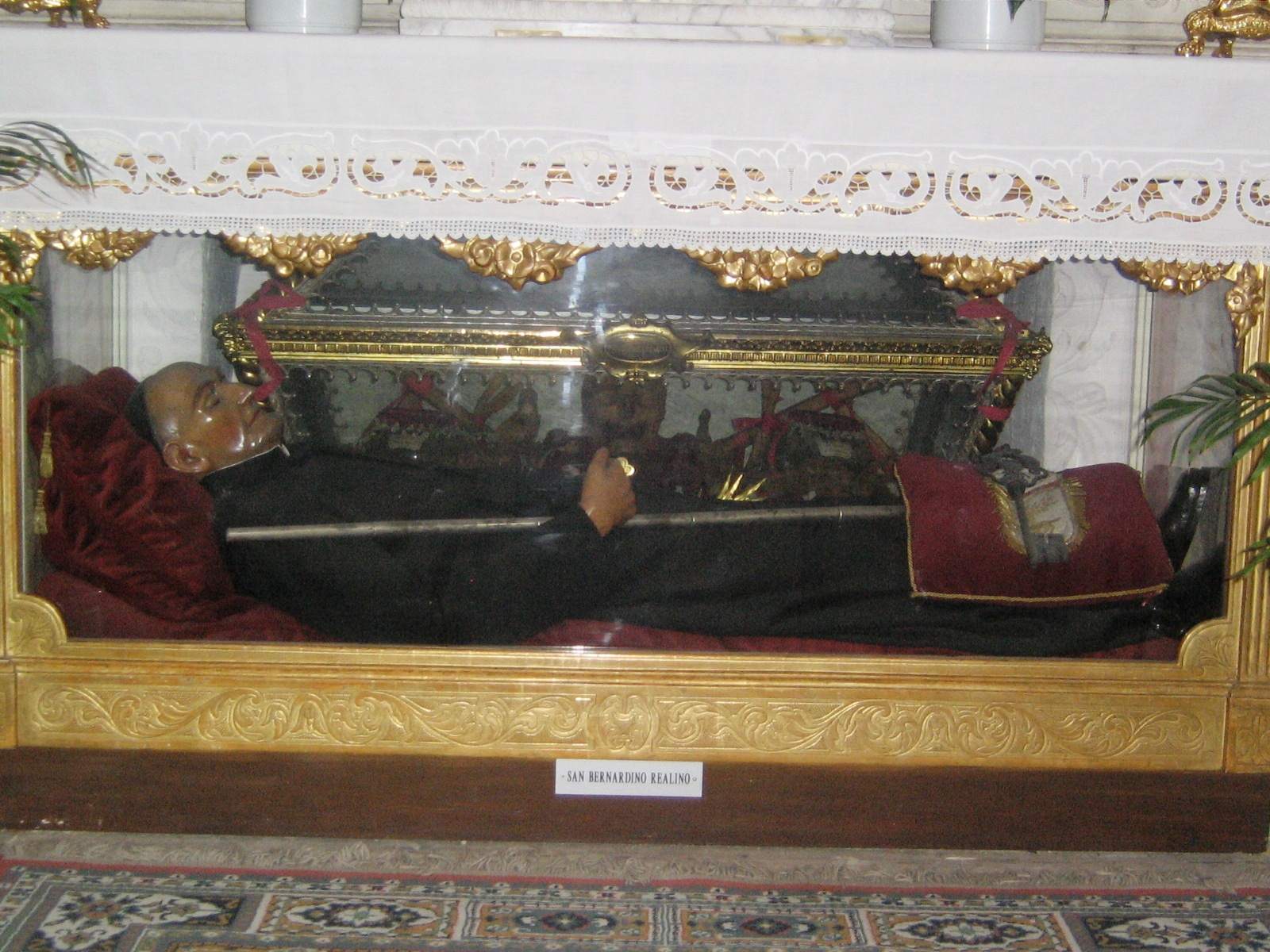
Reliquie di san Bernardino Realino

这是一座巴洛克建筑，模仿罗马耶稣教堂。